# رجل الدقيقة
رجل الدقيقة  هي منحوتة تعود لعام 1874قام بها دانيال تشيستر فرينش في حديقة مينيت مان التاريخية الوطنية، كونكورد ، ماساتشوستس. تم إحداثه بين عامي 1871 و 1874 بعد بحث مكثف، وكان من المفترض أنه صنع من الحجر. تم تحويل الوسيلة إلى البرونز وتم صبها من عشرة مدافع من حقبة الحرب الأهلية خصصها الكونجرس.
يصور التمثال رجل دقائق يبتعد عن محراثه لينضم إلى القوات الوطنية في معركة كونكورد، في بداية الحرب الثورية الأمريكية. ألقي الشاب معطفًا فوق محراثه، وممسكا بيده البندقية. لاحظ مؤرخ الفن في القرن التاسع عشر أن الوضع يشبه وضع أبولو بلفيدير . حتى أواخر القرن العشرين، كان يُفترض أن الوضع قد تم نقله من التمثال السابق. استنادًا إلى مجلات دانيال تشيستر الفرنسية، أظهر مؤرخو الفن الحديث أن أبولو بلفيدير كان واحدًا فقط من عدة تماثيل تم استخدامها في البحث عن رجل الدقيقة.
تم تعرف عن التمثال في عام 1875 بمناسبة الذكرى المئوية لمعركة كونكورد. وقد تمتعتوا بإشادة من النقاد ولا تزال تحظى بإشادة المعلقين. كان التمثال رمزًا لحق المرأة في الاقتراع ورمزًا للحرس الوطني للولايات المتحدة ومكوناته، والحرس الوطني للجيش، والحرس الوطني الجوي، وقد تم تصويره على عملات معدنية مثل عام 1925 ليكسينغتون - كونكورد نصف دولار و 2000 ولاية ماساتشوستس ربع.
Minutemen أو شركات الدقيقة كانت جزءًا من ميليشيا مقاطعة خليج ماساتشوستس. يأتي اسم مينيوتمين لاستعداد للقتال مع إشعار قبل دقيقة. تم إنشاء القوة ردًا على فشل مليشيا ماساتشوستس في الاستجابة لإنذار البارود في سبتمبر 1774. على عكس الميليشيا العامة، التي كانت تتألف من جميع الرجال البيض الأصحاء الذين تتراوح أعمارهم بين 16 و 60 عامًا، تألفت السرايتان من المتطوعين الشباب الذين يحصلون على شلن واحد، وثمانية بنسات مقابل وقت الحفر ثلاث مرات في الأسبوع.   كان الاختلاف الآخر بين الميليشيا العامة ورجال الوزراء هو كيفية تعيين الضباط. في الميليشيا العامة، كان الحاكم يعين الضباط كمصلحة سياسية؛ تم انتخاب ضباط minutemen من قبل أقرانهم. بحلول فبراير 1775، كان لدى كونكورد ، ماساتشوستس 104 مينوتمين في شركتين.

## معارك ليكسينغتون وكونكورد
في عام 1775، حدد كونغرس مقاطعة ماساتشوستس كونكورد كمخزون للمدافع والبارود والذخيرة الوطنية.  وأرسل جنرال الجيش البريطاني توماس غيج جواسيس إلى كونكورد لتفقد الاستعدادات.  بناءً على التقارير الواردة من الجواسيس والتعليمات من وزير الخارجية الأمريكية ويليام ليج، إيرل دارتماوث، أمر غيج بشن هجوم استباقي على كونكورد.  في فجر يوم 19 أبريل 1775، قابلت ست سرايا من الرماة والمشاة الخفيفة بقيادة الرائد جون بيتكيرن مجموعة مكونة من 70 من رجال الميليشيا تحت قيادة جون باركر في ليكسينغتون كومون.  تم تنبيه رجال الميليشيات إلى التقدم البريطاني من قبل بول ريفير وويليام داوز وصمويل بريسكوت الذين سافروا من بوسطن. من غير المعروف من أطلق الطلقة الأولى في معركة ليكسينغتون، لكن بعد أقل من 30 دقيقة من القتال، قُتل ثمانية من رجال المليشيا وأصيب تسعة.  بعد تفريق الوطنيين، نقلت بيتكيرن قواتها إلى كونكورد.
استنادًا إلى التنبيهات الواردة من بريسكوت والتقارير الواردة من 150 دقيقة من شركة ليكسينغتون من كونكورد ولينكولن حشدت على كونكورد كومون تحت قيادة جيمس باريت.  بعد لقاء القوات البريطانية المتقدمة، تراجع رجال الوزارة إلى أرض مرتفعة دون إطلاق رصاصة واحدة.  منذ أن سيطرت القوات البريطانية على المدينة، شرعوا في البحث عن الإمدادات المخزنة وتدميرها.  تم جعل المدفع وكرات المسك والدقيق غير صالحة للاستعمال، لكن البارود أزيل قبل أن يتم الاستيلاء عليه.  بينما كان البريطانيون يفتشون المدينة، انتقل رجال الوزارة إلى الجسر الشمالي القديم وتم تعزيزهم من قبل رجال الميليشيات من المدن الأخرى.  عند الجسر، قام 400 من رجال الشرطة والميليشيات بصد التقدم البريطاني وأجبرهم على التراجع.  عاد العديد من مينيوتمن الذين شاركوا في معركة كونكورد إلى ديارهم بعد انسحاب البريطانيين من الجسر.  ومع ذلك، اشتبك عمال المناجم من مدن أخرى مع القوات البريطانية خلال مسيرتهم للعودة إلى بوسطن. 

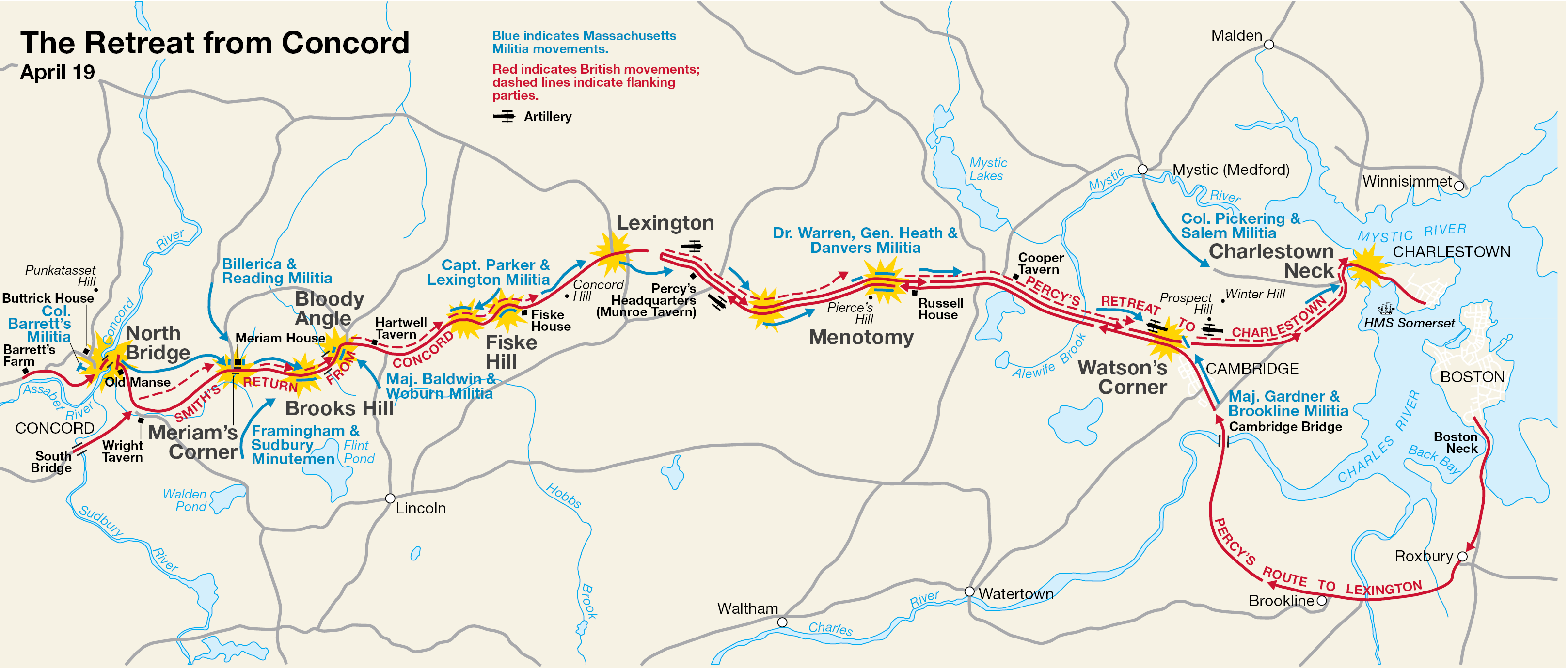
خريطة دائرة المنتزهات القومية تظهر معركة كونكورد والملاذ البريطاني

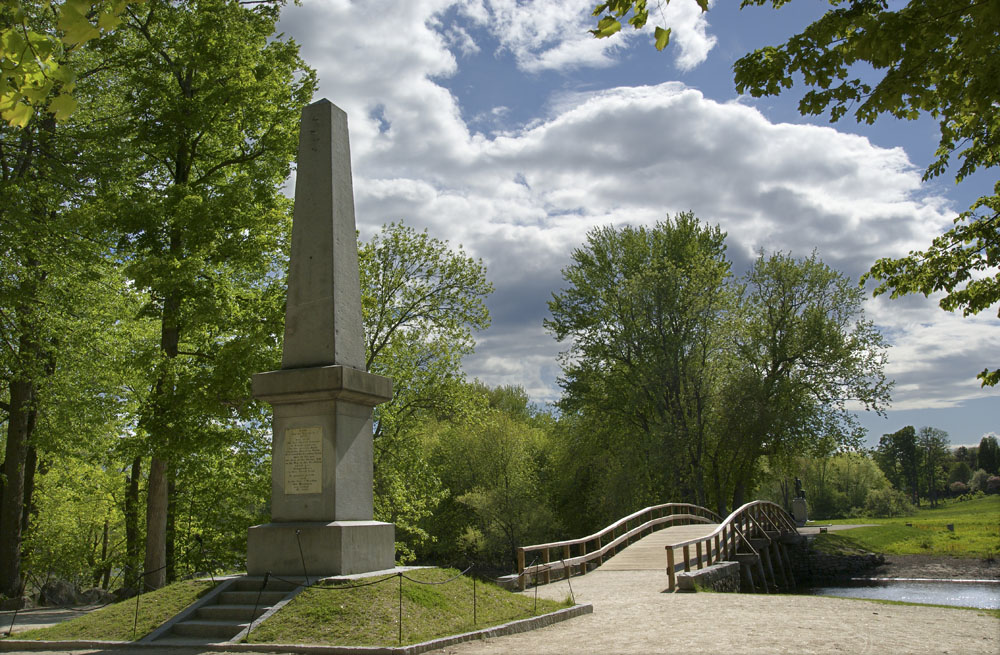
مسلة عام 1836 مع رجل الدقيقة في الخلفية على الجانب الآخر من نهر كونكورد

في عام 1825، تبرعت جمعية نصب بنكر هيل التذكاري بمبلغ 500 دولار (11437)) إلى كونكورد لبناء نصب تذكاري لمعركة كونكورد. كانت الخطة الأصلية هي وضع النصب التذكاري «بالقرب من مضخة المدينة» في كونكورد.  بسبب الخلافات داخل المدينة، لم يتم فعل أي شيء بالمال حتى تبرع عزرا ريبلي بالأرض للنصب بالقرب من جسر الشمال القديم في عام 1835. بعد التبرع، صممت المدينة سولومون ويلارد مسلة بسيطة من الجرانيت خطأ في التحويل: تم التجاهل للاحتفال بالذكرى الستين لمعركة كونكورد. كتب «ترنيمة كونكورد» الكاتب المتعالي رالف والدو إمرسون لتكريس النصب التذكاري في عام 1836.  في الحفل، تم غنائها على أنغام " Old Hundred ". 